# Ceramius koeroegabensis
Ceramius koeroegabensis är en stekelart som beskrevs av Friedrich W. Gess 1997. Ceramius koeroegabensis ingår i släktet Ceramius och familjen Masaridae. Inga underarter finns listade.